# Love (czasopismo)
Love – brytyjski półrocznik stworzony w 2009 przez stylistkę i dziennikarkę Katie Grand, będącą redaktor naczelną magazynu do dziś.
Pierwsza okładka magazynu przedstawiała nagą piosenkarkę Beth Ditto. Inne gwiazdy, które zagościły na okładkach kolejnych wydań, to m.in. Madonna, Cher, Kate Moss, Miley Cyrus i Justin Bieber.